# Samorząd Regionu Emek Jizre’el
Samorząd Regionu Emek Jizre’el (hebr. מועצה אזורית בקעת עמק יזרעאל, Mo'etza Azurit Emek Jizrael; ang. Jezreel Valley Regional Council; pol. Samorząd Regionu Emek Jizre’el) – samorząd regionu położony w Dystrykcie Północnym, w Izraelu.

## Położenie
Samorząd regionu jest położony w intensywnie użytkowanych rolniczo Dolinie Jezreel i Dolinie Bejt Netofa w Dolnej Galilei, na północy Izraela. Nazwa samorządu pochodzi od Emek Jizre’el. Część osiedli jest położona wśród wzgórz oddzielających te dwie doliny od siebie, oraz na wzgórzach na zachód od Emek Jizre’el.
Samorząd Regionu Emek Jizre’el jest położony w Poddystrykcie Jezreel, w Dystrykcie Północnym Izraela.

## Historia
Tereny Emek Jizre’el i Doliny Bejt Netofa były już zamieszkane w starożytności, jednak przez kolejne wieki region ten pozostawał zapomniany i mocno zaniedbany. W latach 1903–1905 nastąpiło pewne ożywienie gospodarcze związane z budową linii kolejowej Doliny. Była to odnoga linię Kolei Hidżaskiej, która łączyła Damaszek z Medyną. Odnoga przebiegająca przez dolinę łączyła główną linię kolejową z miastem Hajfa. Kolej umożliwiła niewielkie ożywienie gospodarcze okolicy. Nowoczesne osadnictwo żydowskie rozpoczęło się w dolinie na początku XX wieku. Zostało ono zainicjowane przez działacza ruchu syjonistycznego, Arthura Ruppina. Około 1909 lub 1910 roku Jehoszua Chankin zakupił ze środków Światowej Organizacji Syjonistycznej pierwsze grunty w Dolinie Jezreel. Była to ziemia o powierzchni 10 km² położona w rejonie wioski al-Fulah. Zakup ten był początkiem długotrwałych sporów między Arabami i Żydami o prawa arabskich robotników rolnych, którzy zostali stąd eksmitowani. Spory dotyczyły prawa do dzierżawy gruntów rolnych i praw własności. W 1911 roku obok dawnej arabskiej wioski utworzono rolne gospodarstwo spółdzielcze Merchavja (przekształcone w 1922 roku w moszaw Merchavja), a w 1913 roku sąsiednie gospodarstwo Tel Adaszim (przekształcone w 1923 roku w moszaw Tel Adaszim). Pod koniec I wojny światowej Palestyna stała się terenem walk brytyjsko-tureckich. We wrześniu 1918 roku w rejonie al-Fulah stacjonowały wojska tureckie podczas bitwy pod Megiddo. W rezultacie tej wojny cała Palestyna przeszła pod brytyjską kontrolę, a w 1922 roku formalnie utworzono Brytyjski Mandat Palestyny. Nowa sytuacja geopolityczna stwarzała nadzieję na realizację obietnicy deklaracji Balfoura o utworzeniu w Palestynie „żydowskiej siedziby narodowej”. Program organizacji syjonistycznych zakładał wykupienie 4 mln akrów ziemi i osiedlenie w Ziemi Izraela w ciągu dziesięciu lat około miliona Żydów. W tym celu miało powstać wiele osad rolniczych i dziesięć większych skupisk miejskich – niektóre poprzez rozbudowę istniejących już miejscowości (Jerozolima, Jafa, Hajfa, Tyberiada i Safed), a niektóre poprzez założenie zupełnie nowych. Pod budowę jednego z nowych miast wybrano żyzną Dolinę Jezreel. W 1921 roku założono pierwszy w Palestynie moszaw Nahalal. Osada została zaprojektowana przez architekta Richarda Kaufmanna, który zastosował koncepcję symetrycznego koła. W jego centrum umieszczono budynki użyteczności publicznej, a wokół powstały zabudowania mieszkalne i gospodarcze. Koncepcja ta spełniała wymogi estetyczne, ale również i obronne.
Na wzgórzach zamykających Dolinę Jezreel od zachodu, już pod koniec XIX wieku istniały kolonie rolnicze niemieckiej organizacji chrześcijańskiej Templer (niem. Tempelgesellschaft). W 1916 roku ziemię odkupił od nich Żydowski Fundusz Narodowy, co umożliwiło dalszy rozwój osadnictwa żydowskiego w tym regionie. W ten sposób w 1922 roku powstał kibuc Ginnegar. W owym czasie Emek Jizre’el była bagnistym i malarycznym terenem, na którego obrzeżach istniały pojedyncze osady rolnicze. Żydowscy pionierzy podjęli wielki wysiłek rekultywacji terenu, przekształcając dolinę w obszar intensywnej działalności rolniczej. Jako jeden z pierwszych powstał w 1922 roku moszaw Balfurja. Rok później założono kibuc Mizra i moszaw Kfar Gidon, a w listopadzie 1925 roku przyjechali pierwsi osadnicy do osady Afula, które bardzo szybko stało się centralnym ośrodkiem miejskim całej doliny. W 1926 roku utworzono kibuce Gewat, Ramat Dawid oraz Sarid. W tym samym roku założono także moszaw Kefar Baruch. W 1927 roku założono moszaw Kefar Jehoszua, którego projekt przygotował architekt Richard Kaufmann, który wcześniej opracował kolisty projekt moszawu Nahalal. W Kefar Jehoszua również zastosowano kolisty kształt osady, jednak nie tak symetryczny i dokładny jak w Nahalal. W tym samym roku założono religijny moszaw Sede Ja’akow. W 1930 roku na północny wschód od Afuli założono Centrum Medyczne Doliny, który był pierwszym nowoczesnym szpitalem w Palestynie. W 1933 roku powstał kibuc Kefar ha-Choresz.
Ważnym wydarzeniem okazało się przybycie do doliny w sierpniu 1935 roku Alexandra Zaïda. Na zlecenie Żydowskiego Funduszu Narodowego utworzył on grupę trzech pasterzy, którzy zajęli się ochroną żydowskich pastwisk w rejonie Szejk Abrik. Z czasem dołączyło do nich trzech kolejnych pasterzy. Wykorzystał on swoje dotychczasowe doświadczenie do budowy struktur żydowskiej samoobrony w dolinie. Dzięki tej ochronie powstał moszaw Bet Sze’arim. Podczas arabskiego powstania w Palestynie (1936–1939) niektórzy mieszkańcy dołączyli do oddziałów żydowskiej policji mandatowej. Brytyjczycy wybudowali wówczas w dolinie kilka fortów policji Fort Tegart. W czerwcu 1938 roku powstał kibuc Allonim, który był typową osadą rolniczą z palisadą obronną i wieżą obserwacyjną. Podczas II wojny światowej Brytyjczycy w rejonie Afuli utworzyli kilka ważnych baz wojskowych. W 1942 roku powstała baza lotnicza Royal Air Force Megiddo oraz baza lotnicza RAF Ramat Dawid. Natomiast w samej Afuli, w pobliżu posterunku policji utworzono obóz dla włoskich jeńców wojennych. Naprzeciwko szpitala utworzono bazę wojskową, w której stacjonowali żołnierze z Australii i Południowej Afryki. W listopadzie 1942 roku mieszkańcy Afuli udzielili schronienia żydowskim uciekinierom z nazistowskiej Europy. Podczas wojny w wielu okolicznych żydowskich osadach utworzono bazy kompanii szturmowych Palmach. Pod koniec 1941 roku Brytyjczycy utworzyli pierwszy Samorząd Regionu Emek Jizre’el. Samorząd ten obejmował na początku osady Balfurja, Dawerat (utworzona w październiku 1946), Ginnegar, Kefar Gidon, Merchawja (kibuc i moszaw), Mizra i Tel Adaszim. W kolejnych latach dołączały do nich kolejne osady.
Po proklamacji niepodległości Izraela w 1948 roku wybuchła I wojna izraelsko-arabska. Początkowo siły Arabskiej Armii Wyzwoleńczej z łatwością sparaliżowały całą żydowską komunikację w tym rejonie. Broniący się Żydzi byli zmuszeni do ewakuacji mieszkańców najbardziej izolowanych osad. Dopiero z czasem siły żydowskie mogły przejść do kontrofensywy, wypierając arabskie oddziały na północ. W jej trakcie izraelska armia wysiedliła i zniszczyła liczne arabskie wioski w Galilei. Umożliwiło to założenie po wojnie nowych żydowskich osad i przeprowadzenie reorganizacji dotychczasowych społeczności samorządowych w regionie. Z nowych osad, jeszcze w 1948 roku założono kibuce En Dor, Gazit. Na miejscu poniemieckiej wioski Waldheim powstał moszaw Allone Abba, a na miejscu wioski Betlejem Galiläa powstał moszaw Bet Lechem ha-Gelilit. Nastąpiła wówczas reorganizacja społeczności samorządowych w regionie. Z Samorządu Regionu Emek Jizre’el postanowiono utworzyć trzy odrębne samorządy. Osady położone w zachodniej części Emek Jizre’el dołączyły do Samorządu Regionu Megiddo, która w szczytowym momencie liczyła 22 wioski. W części wschodniej doliny utworzono nowy Samorząd Regionu Jezreel, a w części zachodniej Samorząd Regionu Kiszon. Przez krótki czas istniał także położony bardziej na północy Samorząd Regionu Nahalal. Dołączały do nich nowo tworzone kolejne osady. W 1949 roku był to kibuc Ha-Solelim, oraz moszawy Cippori i Ha-Jogew. Rok później założono moszaw Bet Zajid. W 1951 roku doszło do wewnętrznego rozłamu w kibucach Gevat i Ramat David, w wyniku którego część lewicowych mieszkańców odeszła i następnie w dniu 15 lipca 1954 roku założyła nowy kibuc Jifat. Był to jeden z pierwszych kibuców w kraju, który zdecydował się przyjmować wolontariuszy z Niemiec.
W 1957 roku doszło do połączenia samorządu Nahalal z Kiszon, które dalej były nazywane Samorządem Regionu Kiszon. W 1980 roku samorządy Jezreel i Kiszon zostały połączone w jeden, istniejący pod obecną nazwą. Powstała wówczas koncepcja utworzenia nowych osiedli, które miały pełnić funkcje mieszkalne dla ludzi pracujących w okolicznych strefach przemysłowych. Takie rozwiązanie miało umożliwić dalszy rozwój regionu, pobudzając jednocześnie jego konkurencyjność i przedsiębiorczość. W ten sposób w 1980 roku powstały wioski komunalne Adi i Allon ha-Galil, a rok później Timrat. Równolegle podjęto działania w celu wzmocnienia pozycji ludności żydowskiej w centralnym regionie Galilei. Dlatego w 1981 roku powstała wioska komunalna Hosza’aja. 
Szczególne miejsce w regionie zajmuje utworzony w 1982 roku kibuc Harduf. Założyli go zwolennicy filozofii Rudolfa Steinera (antropozofia). We wrześniu 1984 roku powstał religijny kibuc Channaton. W 1988 roku powstały wioski komunalne Giwat Ela i Achuzzat Barak, a w 2000 roku wioska Szimszit.
Dużo mniej znanym tematem jest problematyka społeczności arabskiej w Galilei. Po I wojnie izraelsko-arabskiej w okolicy Emek Jizre’el pozostała część osad społeczności arabskich. W kolejnych latach władze izraelskie przeprowadziły przymusowe osadnictwo koczowniczych plemion beduińskich. W rezultacie niektóre z ich tymczasowych siedlisk przekształciły się w wioski. Niestety przez wiele lat egzystowały one bez oficjalnego uznania ze strony państwa izraelskiego. Dopiero w 1979 roku uznano wioskę Manszija Zabda, a w 1996 roku Sawaid Chamrija. Dzięki temu zostały one zelektryfikowane, podłączone do krajowego systemu wodociągów i umożliwiono budowę obiektów użyteczności publicznej. W okolicy nadal pozostaje kilka nieuznanych formalnie arabskich wiosek.

## Demografia
Samorząd regionu skupia 38 osad rolniczych, których mieszkańcami są w 94,5% Żydzi i 5,5% inni. Według danych Centralnego Biura Statystyki w 2010 roku w samorządzie mieszkało 32100 osób. Jest to populacja typowo wiejska. Według danych z 2009, przyrost naturalny w porównaniu do poprzedniego roku wyniósł 3,7%. W roku tym urodziło się 492 dzieci, a zmarło 120 osób. Całkowity przyrost naturalny wyniósł 372 osoby.
| Wiek (w latach) | Procent populacji w % |
| --------------- | --------------------- |
| 0 – 4           | 9,2                   |
| 5 – 9           | 9,7                   |
| 10 – 14         | 9,7                   |
| 15 – 19         | 9,5                   |
| 20 – 29         | 11,8                  |
| 30 – 44         | 21,0                  |
| 45 – 59         | 17,3                  |
| 60 – 64         | 4,2                   |
| 65 –            | 7,6                   |

## Polityka

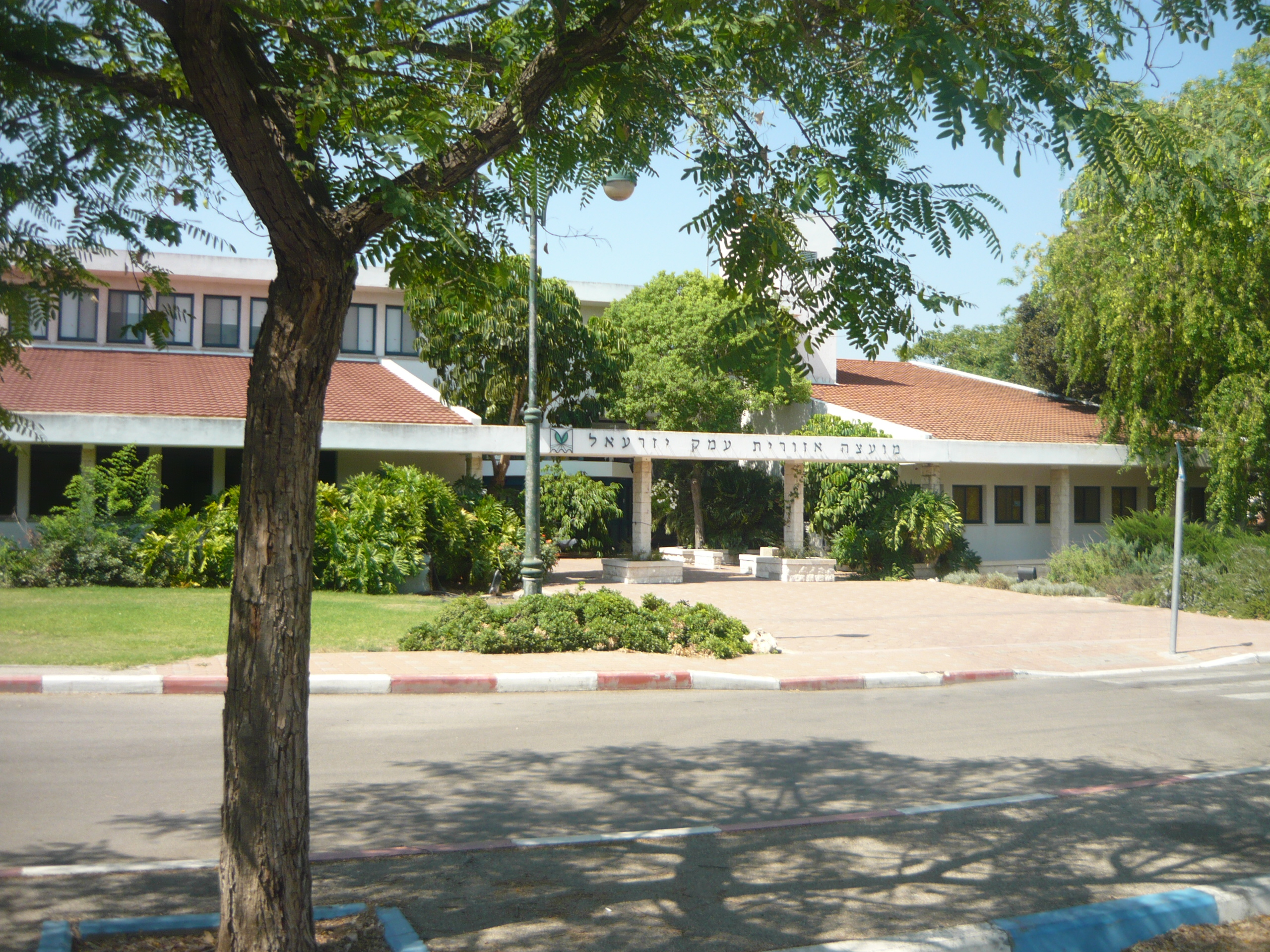
Budynek administracji Regionu Emek Jizre’el przy kibucu Mizra

Władze administracyjne Samorządu Regionu znajdują się przy drodze nr 66 na północ od kibucu Mizra.

### Osiedla
W 15 kibucach, 14 moszawach i 9 wioskach żyje tutaj ponad 32 tys. mieszkańców.
| Kibuce: - Allonim - Channaton - Dawerat - En Dor - Gazit - Gewat - Ginnegar - Harduf - Ha-Solelim - Jifat - Kefar ha-Choresz - Merchawja - Mizra - Ramat Dawid - Sarid | Moszawy: - Allone Abba - Balfurja - Bet Lechem ha-Gelilit - Bet Sze’arim - Bet Zajid - Cippori - Ha-Jogew - Kefar Jehoszua - Kefar Baruch - Kefar Gidon - Merchawja - Nahalal - Sede Ja’akow - Tel Adaszim | Wioski: - Komunalne: - Achuzzat Barak - Adi - Allon ha-Galil - Giwat Ela - Hosza’aja - Szimszit - Timrat - Arabskie: - Manszija Zabda - Sawaid Chamrija |

## Gospodarka

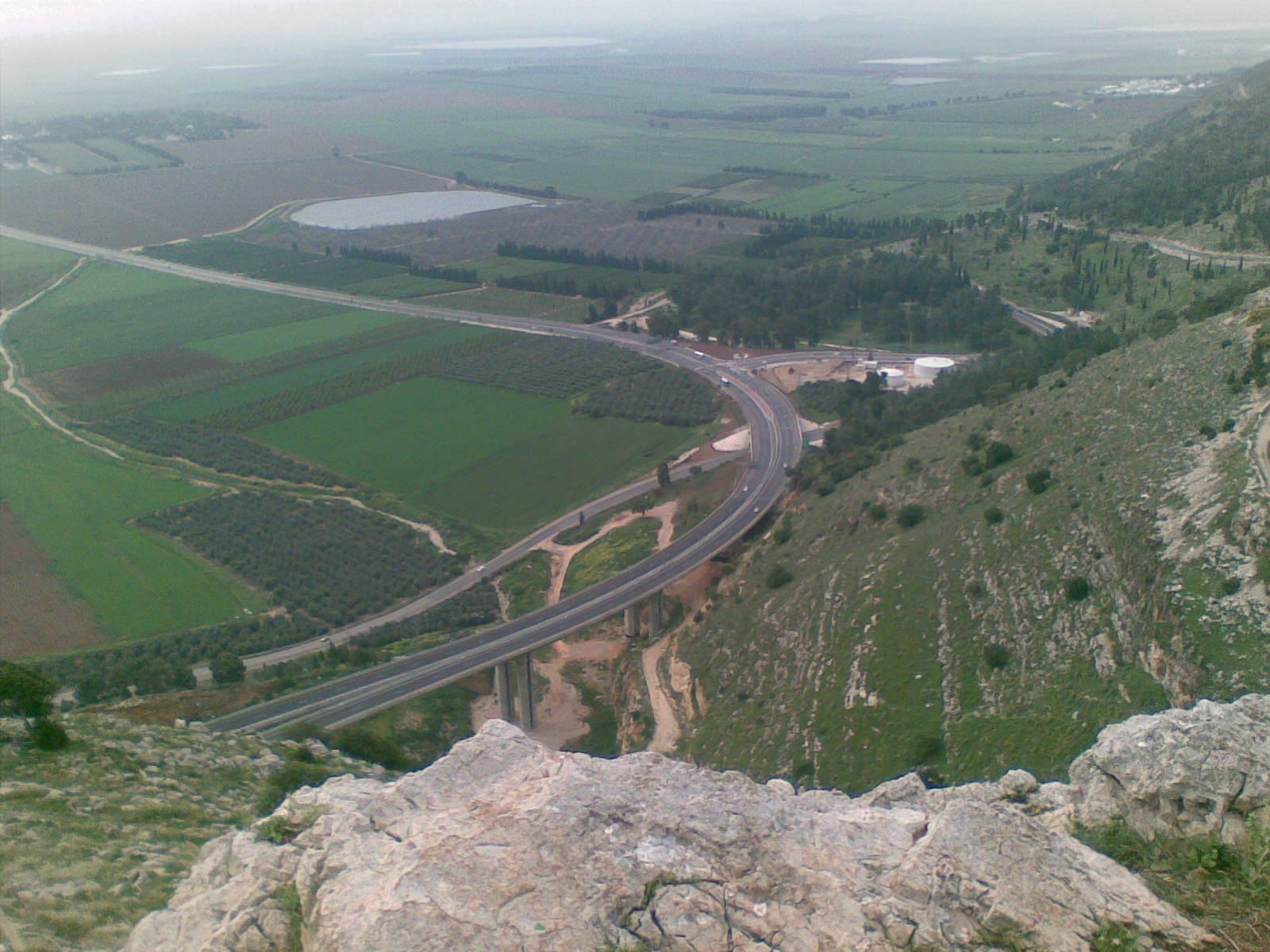
Widok na Dolinę Jezreel od strony miasta Nazaret

Gospodarka wiosek opiera się na rolnictwie, sadownictwie, hodowli zwierząt i stawach hodowlanych. W większości tutejszych osad znajdują się różne zakłady przemysłowe, które dają zatrudnienie mieszkańcom. Miejscem zatrudnienia są także okoliczne strefy przemysłowe miasta. Ważną rolę odgrywa tutaj strefa przemysłowa Alon Tawor. Według danych z 2009 przeciętne miesięczne wynagrodzenie pracowników w samorządzie regionu Emek Jizre’el wynosiło 9686 szekli (średnia krajowa: 7070 ILS).

## Transport
Przez region przechodzi kilka głównych dróg. Z zachodu na wschód przebiegają droga nr 75 (i odchodzące od niej droga nr 73 i droga nr 77) oraz droga nr 79. Miasta Afula i Nazaret są połączone drogą nr 60, a w kierunku północno-wschodnim odchodzi droga nr 65. W 2009 w regionie znajdowało się 12269 zarejestrowanych pojazdów mechanicznych, w tym 9233 samochodów. W ciągu tego roku doszło do siedmiu wypadków drogowych.

## Edukacja i kultura
W prawie wszystkich osadach znajdują się przedszkola. W regionie znajduje się 14 szkół podstawowych i 5 szkół średnich. W 2009 liczba klas wynosiła 327. Liczba wszystkich uczniów wynosiła 8183. Przy moszawie Nahalal znajduje się wioska młodzieżowa ze Szkołą Rolniczą Nahalal, przy moszawie Sede Ja’akow jest edukacyjna wioska młodzieżowa Newe Ami’el prowadzona przez młodzieżowy ruch religijny Bene Akiwa. Jednak najważniejszym obiektem edukacyjnym jest kompleks szkolny Akademickiego College Doliny Jezreel. W tutejszym kampusie studiuje 3,5 tys. studentów.
W kibucu En Dor znajduje się Muzeum Archeologiczne, które umożliwia poznanie historię całej okolicy, w kibucu Jifat jest Muzeum Doliny Jezreel, natomiast w kibucu Merchawja znajduje się zachowane dawne gospodarstwo rolne Merchawja. W moszawie Kefar Jehoszua znajduje się muzeum Jehoszuy Hankina. Artysta Eli Szamir zaprojektował tutaj centrum sztuki mozaiki. Jest tu także odrestaurowana dawna stacja kolejowa służąca jako Muzeum Kolei Doliny. Kibuc Harduf w sposób szczególny zajmuje się rehabilitacją, w tym dzieci i młodzieży usuniętej ze swoich domów, potrzebującej rodzin zastępczych. Prowadzi się tutaj także zajęcia z młodym ludziom z zaburzeniami emocjonalnymi.

## Religia
W samorządzie regionu znajduje się grupa religijnych osiedli. Są to kibuce Channaton i Harduf, moszaw Sede Ja’akow, oraz wioska Hosza’aja.

## Media
Z kibucu Kefar HaChoresz nadaje arabskojęzyczna rozgłośnia radiowa Radio A-Shams.

## Turystyka
Tutejszą atrakcją turystyczną są okoliczne wzgórza porośnięte naturalnymi lasami. Są to popularne tereny do przejażdżek konnych lub pieszych wędrówek. Park Narodowy Bet Sze’arim jest starożytną nekropolią, na terenie której odkryto liczne groby i katakumby. Katakumby zgłoszono w 2002 roku na listę światowego dziedzictwa UNESCO. Tymczasem teren jest chroniony przez Park Narodowy Bet Sze’arim. Wykopaliska archeologiczne na miejscu starożytnego miasta Seforis są chronione przez Park Narodowy Cipori. Na szczycie tutejszego wzgórza wznosi się kamienna wieża, będąca pozostałością fortecy krzyżowców. Rozciąga się z niej widok na całą okolicę. W ruinach starożytnego miasta odkryto główną ulicę, która jest w całości wybrukowana. Na kamieniach ulicznych odnaleziono kilka wyrytych symboli, w tym menorę. Wzdłuż ulicy znajdowały się mieszkalne domy, wśród których odkryto żydowską mykwę. Na północnym stoku wzgórza znajduje się teatr rzymski dla 4,5 tys. widzów. Jego średnica wynosi 45 metrów. Teatr nosi ślady poważnych zniszczeń, prawdopodobnie powstałych w wyniku trzęsienia ziemi. W pobliżu stoi rzymska willa z najcenniejszych znaleziskiem w Seforis. Jest do największa odkryta w Izraelu mozaika podłogowa. W dolnej części miasta odkryto pozostałości starożytnej synagogi z końca V lub początku VI wieku. W jej wnętrzu odkryto mozaikę podłogową ze scenami biblijnymi. Tutejszy kościół z okresu krzyżowców jest wiązany przez chrześcijańską tradycję z domem rodziców Marii z Nazaretu, matki Jezusa Chrystusa. Na terenie osad Alonej Aba i Beit Lechem HaGlilit znajdują się zabudowania starych niemieckich kolonii. Zachowały się w nich wille niemieckich osadników z początku XX wieku. Najważniejszym zabytkiem jest kościół ewangelicki w moszawie Alonej Aba, który został wybudowany w latach 1914-1921. W ich sąsiedztwie znajduje się także Rezerwat przyrody Allone Abba. W wiosce Hosza’aja znajduje się ośrodek Kefar Kedem, w którym zrekonstruowano życie mieszkańców Galilei w czasach biblijnych. W pobliżu moszawu Nahalal utworzono Park Narodowy Szimron z Rezerwatem przyrody Tel Szimron.

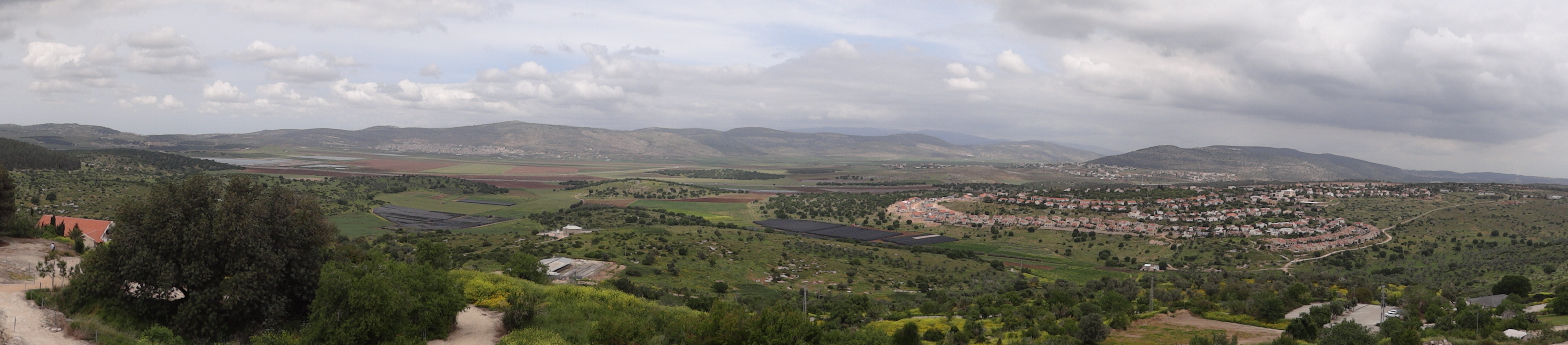
Widok na wioskę Hosza’aja i Dolinę Bejt Netofa